# Drepanis
Drepanis és un gènere d'ocells passeriformes de la família dels fringíl·lids, que inclou tres espècies, dues d'elles extintes.
Ambdues eren endèmiques de l'arxipèlag de Hawaii, i es van extingir entre el final del segle xix i el començament del segle xx.

## Taxonomia
Segons la classificació del Congrés Ornitològic Internacional (versió 15.1, 2025), aquest gènere està format per tres espècies, dues d'elles extintes:
- † Mamo negre (Drepanis funerea Newton, 1894)
- † Mamo de Hawaii (Drepanis pacifica Gmelin, 1788)
- Iiwi (Drepanis coccinea Forster, G, 1780)